# 8649 Juglans
8649 Juglans è un asteroide della fascia principale. Scoperto nel 1989, presenta un'orbita caratterizzata da un semiasse maggiore pari a 2,2062313 UA e da un'eccentricità di 0,1128064, inclinata di 5,89543° rispetto all'eclittica.